# Nino (futebolista)
Marcílio Florêncio Mota Filho (Recife, 10 de abril de 1997), mais conhecido como Nino, é um futebolista brasileiro que atua como zagueiro. Atualmente joga no Zenit, da Rússia.

## Carreira

### Início
Iniciou a carreira jogando futsal pelo Santa Cruz antes de migrar para o futebol de campo no Sport. Ainda no Sub-15, foi convidado por pessoas ligadas ao craque Rivaldo para defender o Mogi Mirim, em São Paulo.

### Criciúma
Após se destacar nas categorias de base do Sport e do Mogi Mirim, Nino rumou à base do Criciúma, onde começou sua carreira como profissional em 2016. Pelo clube sulista, disputou o Campeonato Catarinense, a Primeira Liga, a Copa do Brasil e a Série B (onde se destacou em 2018, chamando a atenção do Fluminense). Com a camisa do Tigre, Nino realizou mais de 80 jogos e marcou um gol.

### Fluminense
Após uma boa temporada pelo clube catarinense em 2018, chamou a atenção do Fluminense, que o contratou por empréstimo para 2019.
Em 2020, o clube tricolor anunciou a contratação em definitivo de Nino por 5 milhões de reais, obtendo a fatia de 60% dos direitos econômicos do atleta. Pelo Fluminense, conquistou seu primeiro título relevante em 2022, quando sagrou-se campeão carioca, sendo peça fundamental na conquista. Já havia conquistado também as Taças Rio de 2020 e Guanabara de 2022 (turnos do estadual), além da Taça Gerson e Didi (disputa de amistosos referentes ao Clássico Vovô) pelo clube. Após a aposentadoria de Fred em julho de 2022, Nino assumiu definitivamente a braçadeira de capitão do Fluminense.
Em 2023, sagrou-se bicampeão carioca sobre o arquirrival Flamengo, tendo sido importante durante toda a campanha.
No dia 4 de novembro, na final da Libertadores contra o Boca Juniors, Nino teve uma atuação muito segura no Maracanã. Além de ótima contribuição no início das jogadas, o zagueiro foi essencial na parte defensiva em todos os quesitos. Um desempenho na parte tática, mental, física e técnica gigante. Capitão ao longo do título inédito da Copa Libertadores da América do Tricolor das Laranjeiras, há cinco temporadas no clube e tendo feito mais de 200 jogos, Nino fincou seu nome na história tricolor como ídolo da instituição.
Em janeiro de 2024, o atleta recebeu proposta do Zenit de 5 milhões de euros e deixou o clube após cinco anos. Encerrou sua passagem pelo Fluminense com 244 jogos, 13 gols marcados e com seis títulos. Pelo clube das Laranjeiras, ele foi capitão na conquista da Libertadores e no vice do Mundial, além de ter conquistado duas vezes o Campeonato Carioca, duas vezes a Taça Guanabara e uma vez a Taça Rio. Nas redes sociais, o Tricolor se despediu do jogador apontando ser um dos maiores da posição na história do clube.

### Zenit
No dia 4 de janeiro de 2024, Nino foi anunciado no FC Zenit, da Rússia, por 5 milhões de euros, tendo o contrato válido de cinco anos. Integrou o elenco campeão da Premier League Russa e da Copa da Rússia na temporada 2023-24, esta última com direito a gol de Nino na final, sendo este o seu primeiro gol com a camisa do clube.

## Seleção Nacional
Após boas atuações pelo Fluminense na temporada de 2019, Nino foi convocado para a Seleção Brasileira Sub-23 pela primeira vez em janeiro de 2020. Seu primeiro jogo foi no torneio classificatório para os Jogos Olímpicos de Verão de 2020, onde ajudou na classificação ao começar como titular na maioria dos jogos. Durante os Jogos Olímpicos, o zagueiro foi titular absoluto e jogou todos os minutos da Seleção Brasileira no campeonato, ajudando-a a ganhar o segundo título olímpico. Como reconhecimento de suas atuações pelo Fluminense e pela Seleção Olímpica, Nino figurou na lista de pré-convocação da Seleção Brasileira principal para os jogos das Eliminatórias da Copa do Mundo FIFA de 2022, contra Chile e Bolívia.
Em 2023, após suas boas atuações nas temporadas recentes, Nino foi convocado para a Seleção Brasileira principal. Porém, na partida entre Fluminense e Goiás, válida pela 10ª rodada do Campeonato Brasileiro, o atleta sofreu uma lesão durante a partida e dias depois Ramon Menezes, técnico interino da Seleção Brasileira, anunciou a sua desconvocação. No dia 18 de agosto de 2023, foi convocado por Fernando Diniz, treinador interino da Seleção Brasileira, para as partidas contra Bolívia e Peru, pelas Eliminatórias da Copa do Mundo FIFA de 2026.

### Jogos pela Seleção Brasileira Sub-23
|     | Data                   | Local                 | Resultado | Adversário             | Gols | Competição       |
| --- | ---------------------- | --------------------- | --------- | ---------------------- | ---- | ---------------- |
| 1.  | 19 de janeiro de 2020  | Armênia, Colômbia     | 1–0       | Peru                   | -    | Pré-Olímpico     |
| 2.  | 22 de janeiro de 2020  | Pereira, Colômbia     | 3–1       | Uruguai                | -    | Pré-Olímpico     |
| 3.  | 28 de janeiro de 2020  | Armênia, Colômbia     | 5–3       | Bolívia                | -    | Pré-Olímpico     |
| 4.  | 3 de fevereiro de 2020 | Bucaramanga, Colômbia | 1–1       | Colômbia               | -    | Pré-Olímpico     |
| 5.  | 6 de fevereiro de 2020 | Bucaramanga, Colômbia | 1–1       | Uruguai                | -    | Pré-Olímpico     |
| 6.  | 5 de junho de 2021     | Belgrado, Sérvia      | 1–2       | Cabo Verde             | -    | Partida amistosa |
| 7.  | 8 de junho de 2021     | Belgrado, Sérvia      | 0–3       | Sérvia                 | -    | Partida amistosa |
| 8.  | 15 de julho de 2021    | Novi Sad, Sérvia      | 5–2       | Emirados Árabes Unidos | -    | Partida amistosa |
| 9.  | 22 de julho de 2021    | Yokohama, Japão       | 4–2       | Alemanha               | -    | Jogos Olímpicos  |
| 10. | 25 de julho de 2021    | Yokohama, Japão       | 0–0       | Costa do Marfim        | -    | Jogos Olímpicos  |
| 11. | 22 de julho de 2021    | Saitama, Japão        | 1–3       | Arábia Saudita         | -    | Jogos Olímpicos  |
| 12. | 31 de julho de 2021    | Saitama, Japão        | 1–0       | Egito                  | -    | Jogos Olímpicos  |
| 13. | 3 de agosto de 2021    | Kashima, Japão        | 0–0       | México                 | -    | Jogos Olímpicos  |
| 14. | 7 de agosto de 2021    | Yokohama, Japão       | 2–1       | Espanha                | -    | Jogos Olímpicos  |

## Controvérsia
Em março de 2024, Alexandre Frota acusou o técnico Fernando Diniz de receber 5% da venda de Nino para o FC Zenit São Petersburgo, depois de convocá-lo para a Seleção Brasileira de Futebol.

## Vida pessoal
É filho de Marcílio Florêncio Mota, Juiz do Trabalho do Tribunal Regional do Trabalho da 6.ª Região em Paulista.

## Títulos
Fluminense
- Taça Rio: 2020
- Taça Guanabara: 2022 e 2023
- Campeonato Carioca:  2022 e 2023
- Copa Libertadores da América: 2023

Zenit

- Premier League Russa: 2023–24
- Copa da Rússia: 2023-24

Seleção Brasileira
- Medalha de ouro nos Jogos Olímpicos de Verão de 2020

### Prêmios individuais
- Seleção do Campeonato Carioca: 2021,[15] 2022 e 2023
- Seleção da Copa Libertadores da América: 2023[16]
- Equipe Ideal da América (El País): 2023